# Knez (pjevač)
Nenad Knežević, poznat kao Knez, (Cetinje, 5. prosinca 1967. ), crnogorski pop pjevač i kantautor.

## Životopis
Nenad Knezević Knez, rođen je 5. prosinca 1967. godine u Cetinju u glazbenoj obitelji. Prvi javni nastup imao je u dobi od šest godina kada je na dječjem festivalu Naša radost u Titogradu, nakon čega postaje solista dječjeg zbora Suncokrili.
U srednjoj školi s gitaristom Leom Đokajem osniva svoj prvi bend — Visoka frekvencija. U to vrijeme nastaju pjesme Da l' si ikada mene voljela i Kao magija, koje će mu kasnije donijeti veliku popularnost. Zatim osniva The Moon Band s kojim nastupa po crnogorskom primorju. Posle toga s ocem, Milijem Kneževićom, i drugim crnogorskim glazbenicima nastupa u grupi Montenegro Band, u kome stiče veliko koncertno iskustvo.

### Solo karijera
Godine 1992., Knez je započeo svoju solo karijeru nastupom na festivalu "МЕСАМ" s pjesmom Da l' si ikada mene voljela. Svoj prvi album Kao magija koji je doživio veliki uspjeh, a Knezu donio nagrade album godine (PGP RTB), Oskar popularnosti, Zlatni hit, Zlatna kaseta, Zlatna palma, Melko i dr. Dvije godine kasnije izlazi mu drugi album, Iz dana u dan, a treći album, Automatic (1996.), obara sve rekorde prodaje. Dotadašnji uspjeh proslavio je velikim koncertom u beogradskom Sava centru. 
Od 2013. godine učestvuje u emisiji Tvoje lice zvuči poznato koja se prikazuje na Prvoj srpskoj televiziji.

### Pjesma Eurovizije 2015.
Dana 31. listopada 2014. objavljeno je kako će Knez predstavljati Crnu Goru na Pjesmi Eurovizije 2015. u Beču. Nastupio je s pjesmom "Adio", čiju glazbu potpisuje Željko Joksimović, te je osvojio 13. mjesto u finalu, što je u tom trenutku bio najbolji plasman Crne Gore na tom natjecanju.

## Diskografija

### Albumi
- 1992.: Kao magija
- 1994.: Iz dana u dan
- 1996.: Automatic
- 1999.: The Best of Knez
- 2001.: Daleko, visoko
- 2003.: Ti me znaš
- 2005.: Vanilla
- 2008.: Otrov i med[4]

### Singlovi
- 1990.: Tragovi na cesti
- 1992.: Da l' si ikada mene voljela
- 2000.: Vjeruj
- 2014.: Donna